# 쇼니 요리히사
쇼니 요리히사(일본어: 少弐 頼尚)는, 일본 난보쿠초 시대(南北朝時代)부터 무로마치 시대(室町時代)에 걸쳐 규슈(九州) 지역에서 활약하였던 무장이다.

## 생애
규슈의 중심지인 다자이후를 거점으로 가마쿠라 시대 이래 전통적으로 규슈 지역의 대부분을 관할했던 슈고 쇼니씨(少弐氏)의 제5대 당주 쇼니 사다쓰네(少弐貞経)의 아들이다. 
겐코(元弘) 3년(1333년) 가마쿠라 막부(鎌倉幕府) 타도 운동(겐코의 난)이 일어나자 이에 찬동해 아버지 사다쓰네를 따라 규슈의 호조 씨(北条氏) 세력이던 하카타(博多)의 진제이 단다이(鎮西探題) 호조 히데토키(北条英時)를 멸했다. 
가마쿠라 막부가 멸망한 이듬해인 겐무(建武) 원년(1334년) 고다이고 천황(後醍醐天皇)의 겐무 신정(建武新政)이 시작되고, 그 해 봄에 호조 씨의 잔당인 부젠 슈고(豊前守護) 이토다 요시사다(糸田義貞), 히고 슈고(肥後守護) 기쿠 다카마사(規矩高政)가 반란을 일으키자 이를 공격, 기쿠 다카마사를 진압하였다. 요시사다는 오토모 사다토시(大友貞載)에 의해 진압되었다.
겐무 2년(1335년) 겐무 신정에 이반한 아시카가 타카우지(足利尊氏)가 이듬해 규슈로 내려오자 요리히사는 타카우지를 맞이하고자 5백 기를 거느치고 아카마세키(赤間関)로 향했는데, 그 와중에 왕실을 지지하던 기쿠치 다케토시(菊池武敏)나 아소 고레타다(阿蘇惟直, 고레나오)의 대병력에 다자이후(大宰府, 후쿠오카현 후쿠오카시)의 거점 우치야마 성(有智山城)를 공격당해 아버지 사다쓰네를 잃었다(일족 100여 명도 사다쓰네와 함께 우치야마에서 자결했다). 타카우지의 동생 아시카가 다다요시는 요리히사에게 그의 아버지 사다쓰네를 위한 공양기도를 올려 주겠다고 했지만, 요리히사는 “무사로써 주군을 위해 자기 목숨을 저버린 자는 예로부터 많았고 비단 내 아버지 사다쓰네 한 사람만이 아니니, 지금은 기쿠치 군세를 정벌하는 것이 먼저입니다”라고 대답해 주위에서 감격하였다고 한다(《태평기》).
겐무 3년(1336년) 요리히사는 아시카가 세력과 함께 지쿠젠국(筑前国) 다타라하마 전투(多々良浜の戦い)에서 기쿠치를 격파하고, 다시 교토로 상경한 타카우지를 따라 미나토 강 전투에도 참전하였으며 기나이(畿内)까지 갔다. 타카우지가 겐무 식목(建武式目)을 제정했을 때, 요리히사는 그 상신자의 한 사람으로 이름을 올렸으며 타카우지를 따른 은상으로써 지쿠젠과 부젠(豊前), 히고(肥後), 쓰시마(対馬) 등의 슈고(守護)직을 받았다.
그러나 앞서 타카우지가 상경하면서 규슈에 남겨 두었던 잇시키 노리우지(一色範氏)가 규슈 단다이(九州探題)에 히젠 슈고(肥前守護)로 임명되자, 가마쿠라 초기 이래로 규슈 지역을 관할해 온 쇼니 씨는 이에 반감을 품게 되었다. 아시카가 쇼군가 내부에서 쇼군 타카우지와 다다요시(直義) 사이의 형제 대립이 발생하고(간노의 소란), 조와(貞和) 5년/쇼헤이(正平) 4년(1349년)에 다다요시의 양자인 다다후유(直冬)가 규슈로 달아나자 요리히사는 자신의 딸을 다다후유에게 주고 사위로 삼아 다다후유를 옹립, 타카우지가 임명한 규슈 단다이 잇시키 노리우지와 싸웠으나, 다다후유가 몰락하는 바람에 영지 대부분을 몰수당하고 만다.
이보다 앞서 남조(南朝)는 고다이고 천황의 아들인 가네요시 친왕(懐良親王)을 세이세이쇼군(征西将軍)으로 삼아 규슈에 보냈는데, 구쓰나 씨(忽名氏)나 다니야마 씨(谷山氏) 등의 지원 아래 시마즈씨(島津氏)를 격파한 가네요시 친왕은 남부 규슈로 들어가 기쿠치 씨의 환영을 받았다(정서부). 요리히사는 이번에는 정서부와 동맹을 맺고 잇시키 씨를 협격, 이를 격파하는 데 성공한다.
그러나 공통의 적이었던 잇시키 씨가 사라진 뒤 요리히사는 다시 정서부와 적대하게 되었고, 엔분(延文) 4년/쇼헤이 14년(1359년) 쇼니 씨는 기쿠치 다케미쓰(菊池武光) 등 정서부 세력과 지쿠고강(筑後川)에서 벌인 싸움에서 패하고(지쿠고강 전투), 2년 뒤에 요리히사는 다자이후의 우치야마 성으로 쫓겨났다.
쇼헤이 17년/조지(貞治) 원년(1362년) 조자가하라 전투(長者原の戦い)에서도 패한 요리히사는 쇼헤이 22년/조지 6년(1367년) 가독을 다다스케(直資)에게 넘겨주고 은거, 교토로 간다.
겐토쿠 2년/오안 4년(1371년) 12월 24일에 교토에서 사망하였다. 향년 78세.
아들로 다다스케(直資), 후유스케(冬資), 요리즈미(頼澄)를 두었다.

## 여말 왜구와 쇼니 요리히사
고려 말기인 충정왕(忠定王) 2년 경인(1350년)부터 시작된 대대적인 왜구(倭寇)의 고려 침공에 대해, 당시 고려 조정으로부터 왜구의 본거지로 지목되고 있던 쓰시마섬(對馬島)의 슈고다이(守護代) 소 쓰네시게(宗經茂)를 휘하에 거느리고 있던 다자이후(大宰府)의 슈고(守護) 쇼니 요리히사가 이른바 '경인년 왜구'라 지칭되는 1350년 왜구의 배후 세력이었을 가능성이 제기되고 있다. 이영에 따르면 충정왕 2년에 해당하는 경인년(1350년)에서 1년 전인 1349년 9월에 쇼군 아시카가 다카우지(足利尊氏)의 서자이자 아시카가 다다요시의 양자로써 규슈로 들어온 아시카가 다다후유가 세력을 확장시키면서 기존의 규슈 지역의 통솔자적 존재였던 쇼니 씨와 충돌하게 되었고, 쇼니 요리히사로써는 아시카가 다다후유의 대대적인 공세에 맞서 병량 확보를 위한 교두보가 필요했던 차에 다자이후 쇼니 씨 휘하에 있던 쓰시마 소 씨를 통해 병량미 확보를 위해 고려 해안의 조운선을 노린 것이 경인년 왜구의 정체였다고 주장하였다.

## 쇼니 요리히사가 등장하는 매체

### NHK 대하드라마
- 《태평기》(太平記, 1993년) - 카지 켄타로(加地健太郞) 분

### 웹소설
- 세래 《제국의 여명》
- 김경록 《더 퍼거토리》

## 같이 보기
- 간노의 소란
- 아시카가 다다후유

| 전임 쇼니 사다쓰네 | 제6대 쇼니씨 당주 | 후임 쇼니 다다스케 |